# Didier Lockwood
Pour les articles homonymes, voir Lockwood.
Didier Lockwood, né le 11 février 1956 à Calais (France) et mort le 18 février 2018 à Paris 18e, est un violoniste français, œuvrant surtout dans le jazz et compositeur de musiques de film.

## Biographie

### Famille
Didier André Paul Lockwood naît dans une famille d'artistes ; son père, Yves Lockwood (1920-2013),   est instituteur et professeur de violon ; sa mère, Paule David, est peintre amateur ; son frère aîné Francis (1952) est pianiste de jazz.
Sa famille paternelle, originaire de Birmingham au Royaume-Uni, a immigré à Calais à la fin du XIXe siècle.
Le cousin de son père est le contrebassiste Willy Lockwood.
Il a enregistré l'album Didier & Francis LOCKWOOD - Brothers (chez Frémeaux & Associés) avec son frère aîné.

### Formation

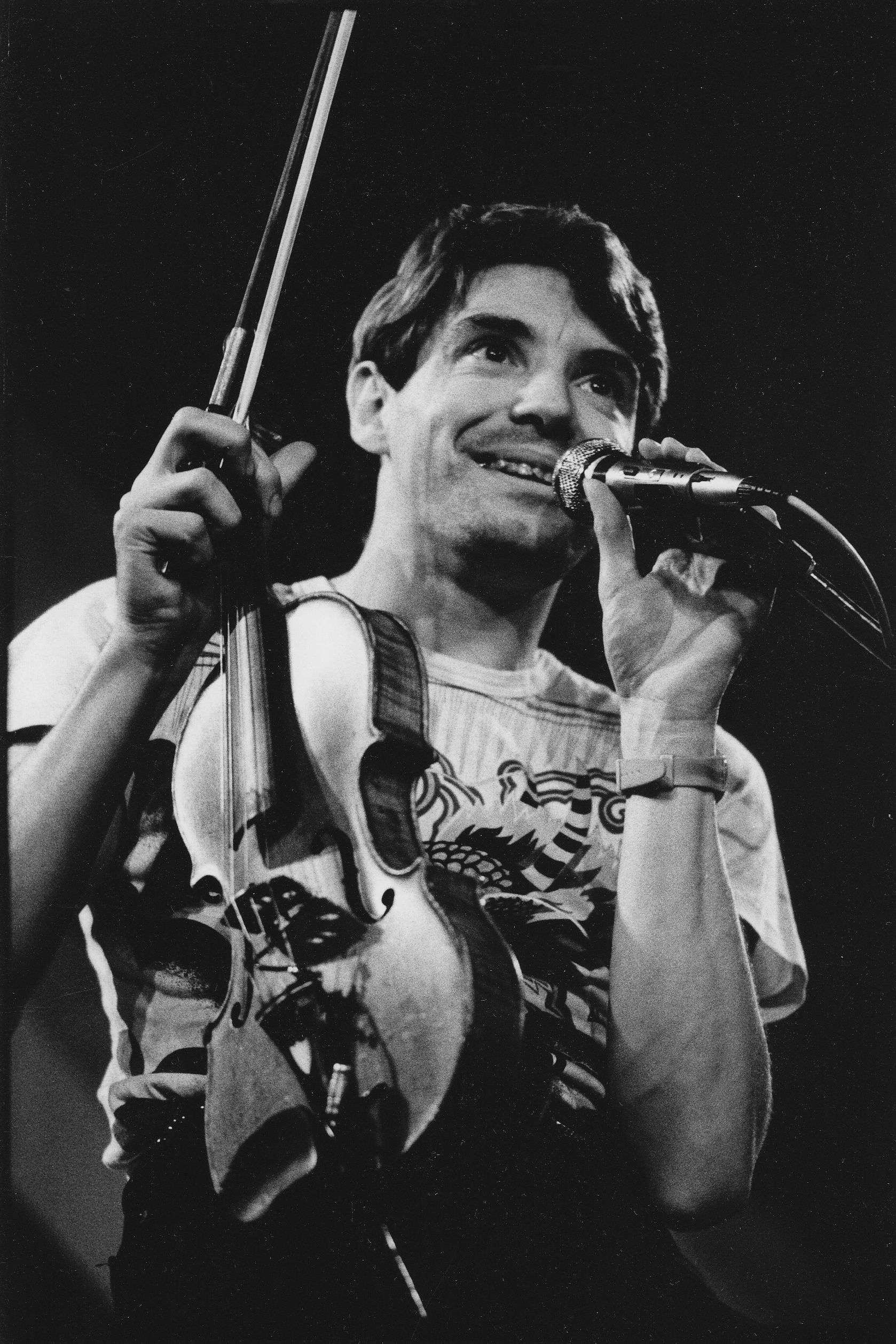
Didier Lockwood en 1984.

À 13 ans, il intègre l'orchestre lyrique du théâtre municipal de Calais. En 1972, il obtient les premiers prix du conservatoire de Calais et de musique contemporaine de la Sacem pour sa composition pour violon préparé.
Il admire la musique classique mais, initié par son grand frère pianiste Francis, il s'oriente vers le jazz. Il découvre le violon amplifié et préfère intégrer à la fin de l'année 1974 le groupe de jazz-rock Magma plutôt que de tenter l'entrée au conservatoire national supérieur de musique et de danse de Paris[réf. souhaitée]. Sur certains albums de Magma, il est mentionné sous son « nom kobaïen » : Stöth Malawëlëkaahm.

### Carrière
Engagé dans le big band de Michel Colombier, Didier Lockwood se fait remarquer par Stéphane Grappelli qui lui propose de l'accompagner dans ses tournées. Il est ensuite invité par le pianiste Dave Brubeck et commence une carrière solo.
Il enchaîne ensuite les albums avec différentes formations, notamment son fameux DLG (Didier Lockwood Group). Il joue en compagnie de Martial Solal, Gordon Beck, NHOP, UZEB, Michel Petrucciani, Philippe Catherine, Christian Escoudé, Aldo Romano, André Ceccarelli, Jean-Paul Céléa, Miles Davis, Lenny White, Marcus Miller, Herbie Hancock, Elvin Jones, les frères Marsalis ou encore Magma (qui l'a vraiment révélé), Barbara, Richard Galliano, Claude Nougaro, Bernard Lubat, Faton Cahen, Ivan Paduart, Richard Bohringer, Jacques Higelin, Mama Béa, Jean-Charles Capon, Jean-Marie Ecay, Sylvin Marc, Jean-Michel Kajdan, Kirt Rust, etc. Il séjourne à plusieurs reprises aux États-Unis où il enregistre quelques albums.
Il explore en permanence de nouveaux horizons, comme en témoigne son spectacle Omkara réalisé avec le chorégraphe indien Raghunath Manet, danseur de Bharata Natyam, compositeur et joueur de vinâ. Il est également célèbre pour ses solos des « mouettes », démonstrations d'effets électroniques pour violon solo.
Didier Lockwood se distingue aussi par son implication pédagogique en publiant une méthode d'improvisation intitulée Cordes et âmes (prix Sacem 2002), et en créant en 2001 à Dammarie-les-Lys le Centre des musiques Didier Lockwood, son école d'improvisation.
Il est chargé de la vice-présidence du Haut conseil de l'éducation artistique et culturelle qui lui a été confiée conjointement, le 19 octobre 2005, par les deux ministres français de la Culture et de la Communication, et de l'Éducation nationale.

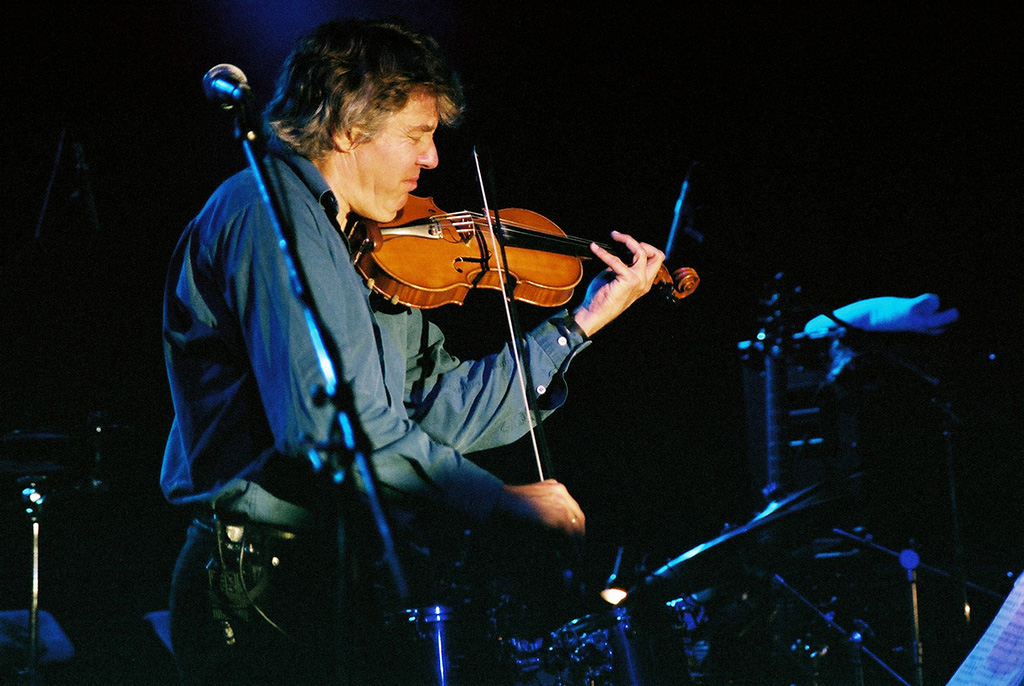
En concert en 2006.

Avec son épouse Caroline Casadesus, il partage l'affiche pendant quatre années dans le spectacle musical Le Jazz et la Diva, qui se termine par un triomphe à Cannes, au palais des festivals et des congrès, le 20 juillet 2008 (nommé aux Victoires de la musique 2006). Lors de cette dernière représentation, il annonce la création d'un opus 2, au théâtre de la Gaîté-Montparnasse à Paris.
Entre 2009 et 2014, Didier Lockwood compose 13 musiques de film. Il connaît un certain succès avec la bande originale du dessin animé Les Enfants de la pluie de Philippe Leclerc (2003) qui est éditée en CD. Il signe également les musiques de Lune froide et La Reine Soleil (film).
À partir de 2011, Didier Lockwood anime le festival « Violons croisés » à Dammarie-les-Lys,,. Il est aussi, depuis la même année, le parrain du festival « Violons et chants du monde » à Calais. Initié par son ami d'enfance, Jean-Robert Lay, directeur du conservatoire à rayonnement départemental du Calaisis, ce festival qui a lieu tous les deux ans, permet aux spectateurs de voyager au travers des différents univers musicaux, avec comme fil rouge principal, le violon. Grâce à ce festival, ce sont des artistes comme le Syrien Fawaz Baker, la Française Natacha Atlas, le Malien N'Dialé, l'Américain Casey Driessen, ou encore le Colombien Yuri Buenaventura, qui se sont produits à Calais.[réf. nécessaire]
Le 16 janvier 2012, il remet au ministre de la Culture Frédéric Mitterrand un rapport relatif à une mission de réflexion dont la conduite lui a été confiée. Les conservatoires de France et l'Union nationale des directeurs de conservatoire (UNDC) se positionnent fermement contre ce rapport en pointant ce qu'ils appellent « les contradictions et les erreurs », de même que des « vœux pieux »,.
En 2013, il participe à la semaine du jazz français au Jazzhus Montmartre à Copenhague au Danemark,.

### Mort

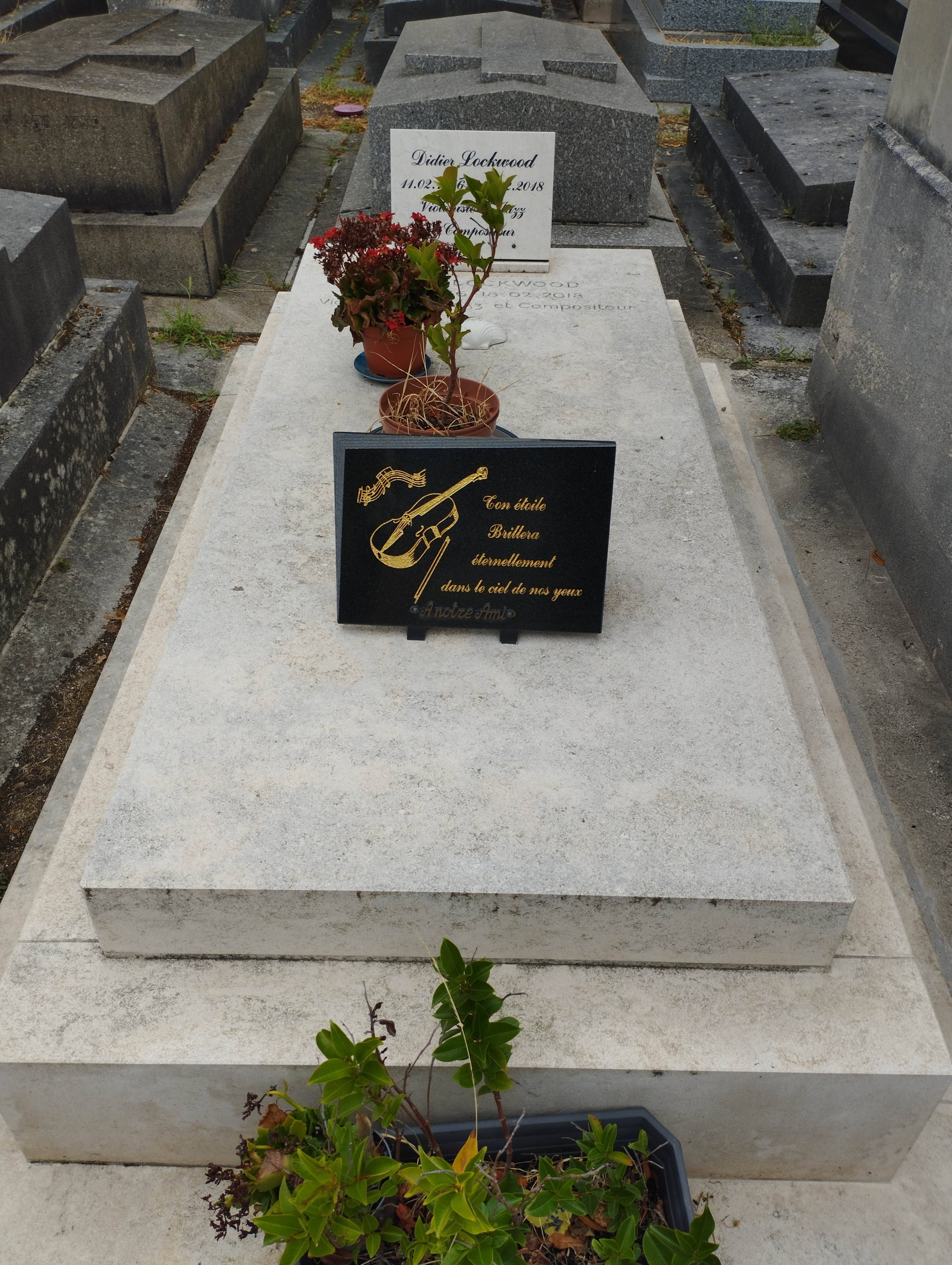
Tombe de Didier Lockwood au cimetière du Montparnasse (division 8).

Le 18 février 2018, à 62 ans, Didier Lockwood meurt brutalement d'une crise cardiaque à Paris,,. En juin de la même année, il devait être le parrain du FIMU de Belfort, le violon étant l'instrument invité de l'année. Il était également le cofondateur du Festival des Puces, un festival de jazz manouche qui se tient chaque année aux Puces de Saint-Ouen (Seine-Saint-Denis, France), rebaptisé Festival Didier Lockwood depuis sa mort.
Il est inhumé au cimetière du Montparnasse (division 8).

### Mandat politique
En 2014, il est maire adjoint à la culture à Dammarie-les-Lys (Seine-et-Marne), fonction dont il démissionne en mars 2016.

### Vie privée
Il a été marié à la soprano lyrique Caroline Casadesus, fille du chef d'orchestre Jean-Claude Casadesus, petite-fille de l'actrice Gisèle Casadesus, avec laquelle il a eu une fille. Il avait, d’une union précédente, eu deux filles. En 2015, il épouse la soprano colorature Patricia Petibon.

## Prix, distinctions, hommage

### Prix
- 1985 : Victoire du jazz dans la catégorie Album jazz instrumental de l'année pour Out of The Blue
- Disque d'or

### Distinctions
- Chevalier de la Légion d'honneur en 2003
- Commandeur de l'ordre national du Mérite en 2016[27],[28]

### Hommage
Le 23 octobre 2011, la grande salle de spectacle du Pôle Ev@sion (principalement destinée à la création numérique) d'Ambarès-et-Lagrave est inaugurée et baptisée « Salle Didier Lockwood » en sa présence.

## Discographie
- 1974 : Visitors, album 33T, format CD en 1995, Didier et son frère Francis sont invités par Jean Pierre Massiera et le groupe Visitors, Marc Rolland (basse), Bernard Torelli (led guitar), Gérard Brent (vocal), Marc Attali (vocal), Jean Pierre Stretti (keybords), André Guiglion (drums, percu, vocal)

- 1978 : Surya, premier album leader de Didier Lockwood (D. Lockwood - violon électrique et acoustique, violon « basse », Francis Lockwood - claviers, Jean-Claude Agostini - guitare, Jean-My Truong - percussions, Luc Plouton - claviers, Sylvin Marc - basse)
- 1978 : Thank you friends, composé et enregistré en duo avec Faton Cahen[29]
- 1978 : Swing Strings System (Jean-Charles Capon, Christian Escoudé, Siegfried Kessler, Didier Levallet, D. Lockwood, Bernard Lubat, Jean-Yves Rigaud, Label : EVIDENCE - LMD / FREMEAUX & ASSOCIES
- 1979 : New World (D. Lockwood, G. Beck, N-H Orstred Pedersen, T. Williams), coréalisé par Jean-Michel Kajdan
- 1979 : You Better Fly Away, Clarinet Summit (John Carter, Perry Robinson, Theo Jörgensmann, Gianluigi Trovesi, J.F. Jenny-Clarke, Eje Thelin, Aldo Romano)
- 1980 : Live in Montreux, premier disque « Live » (D. Lockwood, B. Malach, J. Hammer, B. Stief, G. Brown, M. Perru)
- 1981 : Moshi Moshi avec le groupe Distance[30]
- 1981 : Fusion, retrouvailles avec Christian Vander sur fond d'improvisation (D. Lockwood, J. Top, C. Vander, B. Widemann)
- 1981 : The String Summit – One World In Eight (D. Lockwood, Krzesimir Dębski, John Blake, Barre Phillips, Christian Escoudé, Bo Stief, Wolfgang Dauner, Ack van Rooyen, Abdul Wadud, Harry Pepl, Pierre Favre, Fredy Studer): MPS Records – 0068.275
- 1982 : Fasten Seat Belts, premier Didier Lockwood Group « Jazz Rock » (D. Lockwood, Jean-Michel Kajdan, F. Lockwood, K. Rust, B. Malach), coréalisé par Jean-Michel Kajdan
- 1983 : The Kid, de retour du Brésil (D. Lockwood, B. Finnerty, D. Sancious, A. Johnson, R. Morales, S. Thiam), coréalisé par Jean-Michel Kajdan
- 1983 : Trio (P. Catherine, C. Escoudé, D. Lockwood), JMS, réalisé par Jean-Michel Kajdan
- 1984 : Didier Lockwood Group, album anniversaire du groupe (D. Lockwood, Jean-Michel Kajdan, F. Lockwood, S. Marc, K. Rust), réalisé par Jean-Michel Kajdan
- 1985 : Out Of The Blue, retour au jazz, premier album en numérique (D. Lockwood, G. Beck, C. Mc Bee, B. Hart)
- 1985 : Rhythm & BLU (D. Lockwood, M. Miller, L. White, M. Urbaniak, R. Blake)
- 1986 : Uzeb-Lockwood Absolutely Live + Quartet, deux disques enregistrés à l'Olympia (D. Lockwood et UZEB : A. Caron, M. Cussion, J. St Jacques, P. Brochu)
- 1987 : 1.2.3.4, double album (D. lockwood, T. Eliez, T. Kennedy, A. Ceccarelli)
- 1990 : Phoenix 90, le nouveau DLG, Jazz Fusion (D. Lockwood, J-M. Ecay, L. Vernerey, L. Pontieux)
- 1991 : BO du film Lune froide, blues (D. Lockwood, JM. Ecay, H. Ripoll)
- 1992 : Caron - Écay - Lockwood, (Didier Lockwood avec Alain Caron et Jean-Marie Ecay)
- 1993 : Didier Lockwood Group (D. Lockwood, J-M. Ecay, L. Verneray, L. Pontieux)
- 1994 : Solal - Lockwood (D. Lockwood, M. Solal)
- 1994 : Le Onztet de violon jazz
- 1995 : New York Rendez-Vous (D. Lockwood, D. Holland, P. Erskine, D. Liebman, M. Stern)
- 1995 : Chansons pour les enfants. Réédition du disque sorti chez Adès en 1985
- 1996 : Storyboard (D. Lockwood, J. DeFrancesco, J. Genius, S. Gadd)
- 1998 : Round About Silence (D. Lockwood, A. Charlier, B. Sourisse, Marc-Michel Le Bevillon)
- 1999 : Best of Didier Lockwood, une rétrospective des meilleurs titres (D. Lockwood, D. Holland, J-M. Ecay, A. Ceccarelli, C. Mc Bee, T. Kenedy, M. Stern, P. Erskine, D. Liebman, Uzeb)
- 1999 : Excalibur, la légende des Celtes (Alan Simon, Jeuc Dietrich)
- 2000 : Open the Door de Roger Hodgson, ex-Supertramp.
- 2000 : Tribute to Stéphane Grappelli, son album le plus vendu[réf. nécessaire] (D. Lockwood, B. Lagrene, O. Pedersen)
- 2001 : Omkara, Didier Lockwood croise son violon à la musique indienne avec Ragunath Manet
- 2003 : BO du film Les Enfants de la pluie, première musique symphonique enregistrée (D. Lockwood, C. Casadesus, Orchestre symphonique bulgare)
- 2003 : Globe-Trotter (double-album), les trente ans de carrière. Comprend le fameux solo Les Mouettes (D. Lockwood, B. Sourisse, A. Charlier, S. Guillaume)
- 2004 : Hypnoses, Didier Lockwood écrit pour sa femme, Caroline Casadesus, 13 compositions et mélodies symphoniques (enregistré avec l'orchestre symphonique d'Omsk)
- 2005 : Concerto pour violon et piano
- 2005 : Concerto pour violon, Les Mouettes
- 2005 : Concerto pour piano, interprété par Daniel Kramer (enregistré avec l'orchestre symphonique d'Omsk), Universal Classique
- 2008 : For Stéphane, avec Dee Dee Bridgewater, Toots Thielemans, Martial Solal, Marcel Azzola, Daniel Humair, René Urtreger, Biréli Lagrène, André Ceccarelli, Martin Taylor, Marc Fosset, Patrice Caratini, Jean-Philippe Viret, Sylvain Luc, Romane, Pierre Blanchard...
- 2009 : À la récré, Didier Lockwood apparaît sur un titre de ce livre-disque de chansons pour enfants du groupe strasbourgeois Weepers Circus
- 2009 : Lockwood Brothers, duo entre les deux frères Didier et Francis Lockwood
- 2009 : A Tribute To Zbigniew Seifert - Jarek Śmietana Band (Jerry Goodman, Krzesimir Dębski, Christian Howes, Mark Feldman, Maciej Strzelczyk, Adam Bałdych, Pierre Blanchard, Mateusz Smoczyński: JSR Records – JSR 0011)
- 2012 : Et me voici, avec Nougarologie (Laure Moinet, Mathieu Debordes, Patrice Joubert, Hervé Joubert), Médéric Collignon, Maurice Vander, André Minvielle), Koxinel Prod.
- 2015 : L'Orchestre des aveugles
- 2016 : Apesantar
- 2017 : Open Doors